# Lista de bandeiras libanesas
Esta é a lista de bandeiras, faixas e vexiloides relacionados ao Líbano.

## Bandeira nacional
| Bandeira | Data            | Uso                           | Descrição |
| -------- | --------------- | ----------------------------- | --- |
|          | 1995 – presente | Bandeira do Líbano            | Uma tribanda horizontal de vermelho, branco (altura dupla) e vermelho; carregada com um cedro libanês verde. |
|          | 1995 – presente | Bandeira do Líbano (vertical) | |

## Bandeiras militares
| Bandeira | Data            | Uso                                                             | Descrição                                                                                                 |
| -------- | --------------- | --------------------------------------------------------------- | --- |
|          | 1949 – presente | Bandeira da Força Aérea Libanesa                                | Um campo azul com o emblema da força aérea no centro.                                                     |
|          | 1991 – presente | Bandeira das Forças Armadas do Líbano (frente)                  | Uma tricolor libanesa com 4 louros em cada canto e uma inscrição árabe em ambos os lados da árvore.       |
|          | 1991 – presente | Bandeira das Forças Armadas Libanesas (verso)                   | Uma diagonal bicolor de branco e vermelho.                                                                |
|          | 1945 – 1991     | Bandeira das Forças Armadas do Líbano                           | Uma bandeira tricolor libanesa com uma inscrição árabe em ambos os lados da árvore.                       |
|          | 1984 – presente | Bandeira da Guarda Republicana                                  | Um campo azul com o emblema do guarda no centro.                                                          |
|          | 1916 – 1920     | Bandeira das tropas libanesas durante a Primeira Guerra Mundial | Um campo branco com uma cruz vermelha que se estende até os cantos do campo e uma árvore preta no centro. |
|          | 1950 – presente | Bandeira da Marinha Libanesa                                    | Um campo branco com o emblema da Marinha no centro.                                                       |
|          | 1950 – presente | Bandeira naval do Líbano                                        | Uma bandeira tricolor libanesa com 2 faixas brancas verticais, cada uma com uma âncora vermelha.          |

## Bandeiras de grupos religiosos
| Bandeira | Data             | Uso               | Descrição |
| -------- | ---------------- | ----------------- | --------- |
|          | c. século XIX-XX | Bandeira drusa    |           |
|          | c. século XVIII  | Bandeira maronita |           |

## Bandeiras políticas
| Bandeira | Data          | Uso                                                       | Descrição |
| -------- | ------------- | --------------------------------------------------------- | --- |
|          | 2005 – 2016   | Bandeira do Aliança 14 de Março                           | Um campo vermelho com um punho branco segurando um louro no centro.                                                                         |
|          | 1890-presente | Bandeira do Federação revolucionária da Arménia no Líbano | Um campo vermelho com o emblema no centro.                                                                                                  |
|          | 1936-presente | Bandeira dos Farleges Libanesas                           | Um campo branco com o emblema do cedro no centro.                                                                                           |
|          | 1957-presente | Bandeira da Al-Mourabitoun                                | Um campo preto com o emblema no centro. |
|          | 1974-presente | Bandeira do Movimento Amal                                | Um campo verde com o emblema ligeiramente descentrado e um triângulo preto e uma faixa diagonal vermelha no canto superior da mosca.        |
|          | 1953-presente | Bandeira do Partido Bate libanês                          | Uma tribanda horizontal de preto, branco e verde com um triângulo vermelho baseado no lado da Talha.                                        |
|          | 1994-presente | Bandeira do Movimento Patriótico Livre                    | Um campo laranja com o emblema no centro.                                                                                                   |
|          | 1995-presente | Bandeira do Movimento Futuro                              | Um campo azul com uma base de sol de 7 pontas no lado da Talha.                                                                             |
|          | 1964-presente | Bandeira do Partido Comunista Libanês                     | Um campo vermelho com uma faixa branca e o símbolo comunista no Cantão e a árvore verde dentro da faixa branca.                             |
|          | 2001-presente | Bandeira do Partido Democrático Libanês                   | Um bicolor vertical de branco e vermelho com o mapa do país em verde no centro.                                                             |
|          | 1973-presente | Bandeira da Organização Nasserista Popular                | uma tribanda horizontal de vermelho, verde e vermelho com o emblema no centro da faixa verde.                                               |
|          | 1949-presente | Bandeira do Partido Socialista Progressista               | um campo vermelho com o emblema no centro.                                                                                                  |
|          | 1932-presente | Bandeira do Partido Social-Nacionalista Libanês-Sírio     | Um campo preto com o emblema no centro. |
|          | 1960-presente | Bandeira da Liga dos Trabalhadores                        | Um campo vermelho com o emblema no centro.                                                                                                  |
|          | 1960-presente | Bandeira do Partido da União                              | uma tribanda vertical de preto, branco e vermelho com um verde no centro da faixa branca.                                                   |
|          | 1985-presente | Bandeira de Hezbollah                                     | A bandeira retrata uma representação estilizada das palavras árabes حزب الله (ḥizbu-llāh, que significa "Partido de Deus") em Kufic script. |

## Bandeiras de municípios e distritos
| Bandeira | Data            | Uso                       | Descrição                                            |
| -------- | --------------- | ------------------------- | ---------------------------------------------------- |
|          | 1943 – presente | Bandeira de Deir al-Qamar | Um campo vermelho com uma cruz verde.                |
|          | 1943 – presente | Bandeira de Beirute       | Um campo branco com o brasão do município no centro. |